# SkyService Airlines
SkyService Airlines è stata una compagnia aerea charter canadese con sede a Toronto mentre le sue basi principali erano l'Aeroporto Internazionale di Montréal-Pierre Elliott Trudeau e l'Aeroporto Internazionale di Toronto-Pearson

## Storia
La compagnia aerea fu fondata nel 1986 ma iniziò le attività solo nel 1989. Vere e proprie attività commerciale di compagnia aerea propriamente detta iniziarono il 4 novembre 1994. Il 2 maggio 2005 Sky-Service ha introdotto il primo dei due Boeing 767-300 aerei della sua flotta, il primo dei quali entrati in servizio in tale data con un volo proveniente da Toronto  e destinato a Puerto Vallarta. L'aeromobile (già in operante con MyTravel Airways), in estate parte da Toronto per il Regno Unito e altre destinazioni in Europa per conto della Sunquest Vacations, e in inverno vola da Vancouver per i Caraibi e il Messico. La SkyService Airlines è una delle poche compagnie aeree low cost che operano in Canada che offra ancora un pasto completo durante il servizio. Il 28 agosto 2007, è stato annunciato che Skyservice ha ceduto una partecipazione di maggioranza nella sua attività di compagnia aerea ad una società di private equity Gibralt Capital Corp. I servizi di jet charter e di aero ambulanza non sono stati inclusi nella vendita. La cessione non ha comportato alcun mutamento né a livello operazionale né nell'ambito della dirigenza e del personale occupato. Dopo aver cessato le attività il 10 marzo la compagnia è stata posta in liquidazione il 31 marzo 2010. La sezione relativa alla manutenzione degli aeromobili ha continuato comunque l'attività, per poi riprendere anche l'attività di voli charter con piccoli aeromobili, oltre alla loro compravendita. La parte di charter privato della compagnia aerea continua a operare oggi sotto Skyservice Business Aviation con operazioni di volo negli aeroporti di Toronto, Ottawa, Montreal e Calgary.

## Flotta

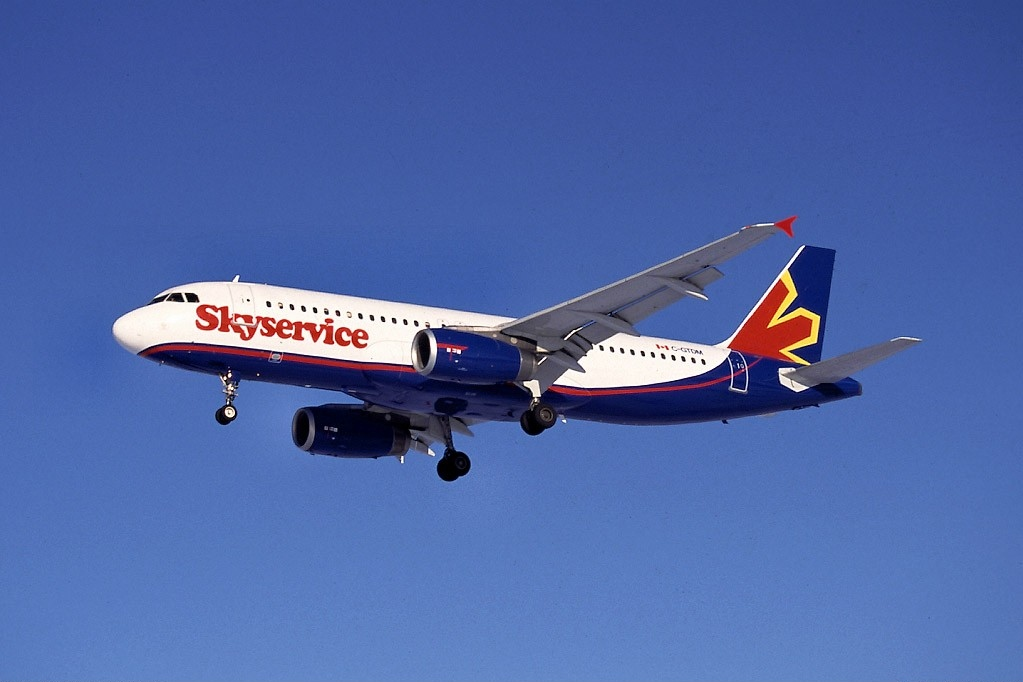
Un Airbus A320-200 di Skyservice Airlines.

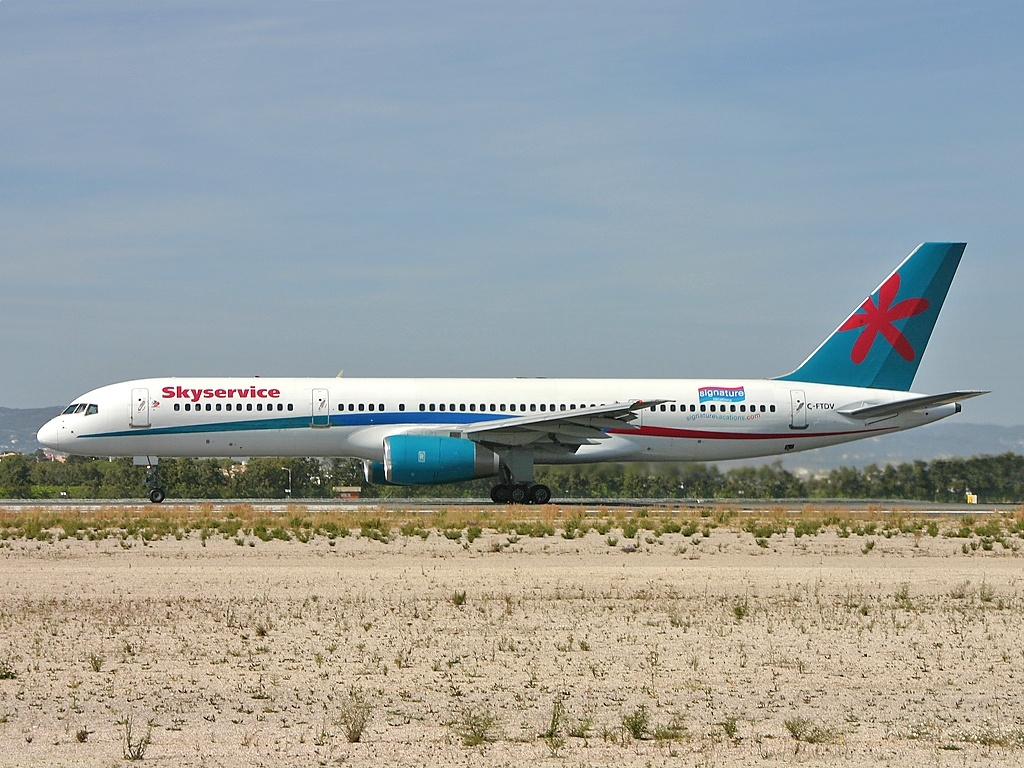
Un Boeing 757-200 di Skyservice Airlines.

Al 20 novembre 2009 la flotta SkyService Airlines risultava composta dai seguenti aerei:
| Aereo           | In flotta | Passeggeri | Passeggeri | Passeggeri | Note                                        |
| Aereo           | In flotta | C          | Y          | Totale     | Note                                        |
| --------------- | --------- | ---------- | ---------- | ---------- | ------------------------------------------- |
| Airbus A320-200 | 11        | —          | 180        | 180        | Usati per i voli Nord/Sud America           |
| Boeing 757-200  | 10        | —          | 233        | 233        | Usati per i voli Nord/Sud America ed Europa |
| Boeing 757-200  | 10        | 36         | 161        | 197        | Usati per i voli Nord/Sud America ed Europa |
| Totale:         | 21        |            |            |            |                                             |

## Flotta storica

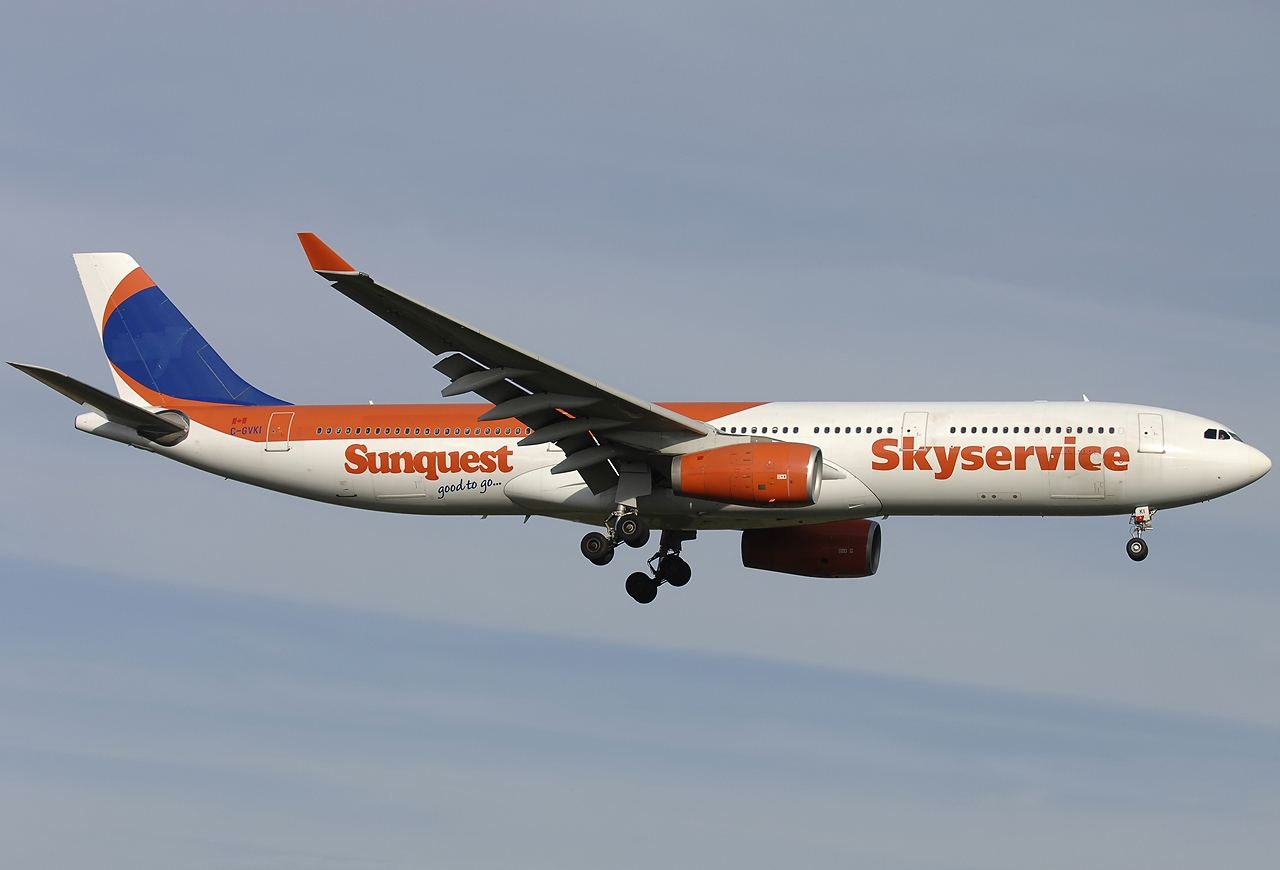
Un Airbus A330-300 di Skyservice Airlines.

Nel corso degli anni SkyService Airlines ha operato con i seguenti modelli di aeromobili:
- Airbus A319-100
- Airbus A330-300
- Boeing 767-300
- De Havilland Canada DHC-8-100